# Teniku Talesi Honolulu
Teniku Talesi Honolulu – polityk państwa Tuvalu.
Zatwierdzona jako pełniąca obowiązki gubernatora generalnego Tuvalu w dniu 22 sierpnia 2019. Stało się to po rezygnacji jej poprzednika Iakoba Italeliego, który kandydował w wyborach parlamentarnych. Jako pełniąca obowiązki gubernatora wyznaczyła pierwsze posiedzenie nowo wybranego parlamentu na dzień 22 września 2019 – na tym posiedzeniu wybrano nowego premiera Kausea Natano.